# Devederesi, Çay
Devederesi là một xã thuộc huyện Çay, tỉnh Afyonkarahisar, Thổ Nhĩ Kỳ. Dân số thời điểm năm 2011 là 434 người.